# Reprobates
Reprobates: Insel der Verdammten (im tschechischen Original Zatracenci, im angloamerikanischen Raum Next Life) ist ein Point-and-Click-Adventure des tschechischen Entwicklers Future Games. Es spielt auf einer unbekannten Insel, auf der der Spieler unvermittelt aufwacht und deren Geheimnis er erkunden muss. Reprobates wurde im September 2007 für PCs mit dem Betriebssystem Windows veröffentlicht, im deutschsprachigen Raum durch den Publisher dtp.

## Handlung
Der 23-jährige Tscheche Adam Raichl rammt mit seinem Auto einen Tankwagen, der daraufhin explodiert. Zu seinem Erstaunen wacht er anschließend in einem beengten Wohncontainer auf einer unbekannten Insel auf, gemeinsam mit einem knappen Dutzend anderer Personen, die allesamt offenbar dem Tod auf unerklärliche Weise knapp entronnen sind, und zwar zu unterschiedlichen Zeitpunkten innerhalb der (aus Adams Perspektive) letzten 50 Jahre.
Auf der (sehr kleinen) Insel befindet sich ein mysteriöser Glockenturm. Wenn dieser drei Mal läutet, fallen alle Inselbewohner schlagartig in Tiefschlaf und erleben schlimme Albträume, die sich teilweise auf das wache Leben auswirken. Mitunter sind und bleiben einzelne Inselbewohner nach diesen Schlafphasen verschwunden. Auch Adam erlebt die Albträume, die ihn an verschiedene Orte versetzen und ihn nach und nach die Hintergründe seiner Erlebnisse erahnen lassen. Das Geheimnis des Glockenturms aufzuklären, ist Ziel des Spiels.

## Spielprinzip
Reprobates ist ein 2.5D-Adventure. Aus Polygonen zusammengesetzte, dreidimensionale Figuren agieren vor vorgerenderten, zweidimensionalen Kulissen. Es handelt sich um ein Point-and-Click-Adventure: Mit der Maus kann der Spieler Adam durch das Anklicken von Ausgängen durch die Örtlichkeiten bewegen und darüber hinaus mit den Maustasten Aktionen einleiten, die den Spielcharakter mit seiner Umwelt interagieren lassen. Adam kann so Gegenstände finden, sie auf die Umgebung oder andere Gegenstände anwenden und mittels Multiple-Choice-Dialogen mit NPCs kommunizieren. Mit fortschreitendem Handlungsverlauf werden weitere Orte freigeschaltet. Ein für Point-and-Click-Adventures ungewöhnliches Feature ist eine Ausdaueranzeige, die sich durch Rennen, Heben und Klettern leert und durch Wasser und Nahrung wieder aufgefüllt werden kann.

## Entwicklungs- und Veröffentlichungsgeschichte
Die für die zuvor von Future Games entwickelten Adventures Black Mirror und Nibiru verwendete, selbstentwickelte Game-Engine AGDS wurde für Reprobates weiterentwickelt, insbesondere mit Hinblick auf Charakteranimationen und das Verhältnis von dreidimensionalen Objekten zueinander.

## Rezeption
Reprobates erhielt eher negative Bewertungen. Die Rezensionsdatenbank Metacritic aggregiert 13 Rezensionen zu einem Mittelwert von 56.
Das Fachmagazin Adventure-Treff kritisierte das unrealistische Agieren der NPCs, die kein Interesse an der Ursache ihres Daseins auf der unbekannten Insel zeigten, sondern sich stumm in ihr Schicksal ergäben. Generell geize das Spiel mit Hinweisen, was gerade zu tun sei, und weise selbst in den minimalistischen Dialogen noch Logikfehler auf. Kritisiert wurden auch die repetitiven Rätsel. Gelobt wurden die Albtraum-Sequenzen, die abwechslungsreich und grafisch detailliert gestaltet seien, eine „schön schaurige Atmosphäre“ aufwiesen und interessante Rätsel böten. In Summe werde die interessante Story durch die ungeschickte Erzählweise entwertet.